# Sciades parkeri
Sciades parkeri es una especie de pez de la familia Ariidae en el orden de los Siluriformes.

## Morfología
• Los machos pueden llegar alcanzar los 150 cm de longitud total y 50 kg de peso.

## Hábitat
Es un pez demersal y de clima tropical.

## Distribución geográfica
Se encuentra en los ríos costeros entre Guayana y el norte del Brasil.

## Uso comercial
Se comercializa fresco y salado,